# Bruno-Jean-Gaspard Lyon de Saint-Ferréol
Le Conseiller Bruno-Jean-Gaspard Lyon de Saint-Ferréol est né le 16 septembre 1757 à Aix-en-Provence, paroisse du Saint-Esprit. Il est le fils de Joseph, sieur de Saint-Ferréol et de Pontevès, trésorier général des États de Provence et d'Anne-Pétronille Aubert. Il est mort sans alliance à Montrouge le 17 mars 1795.

## Biographie
Bruno Lyon de Saint-Ferréol fut reçu Conseiller au Parlement de Provence le 22 juin 1778 en la charge de Jean-Baptiste-Hiérome de Bruny de La Tour-d'Aigues.  Il est né sur le cours Mirabeau au no 42, Hôtel Lyon de Saint-Ferréol à Aix-en-Provence. Cet hôtel fut construit en 1662 par le trésorier Pierre Maurel, et achevé en 1664. Son fils Jean le vendit en 1704 à Joseph Lyon de Saint-Ferréol, père du conseiller. C'est dans cet hôtel que se réunirent les députés du Tiers aux États Généraux de Provence, en février 1789.

## Famille
Jean Lyon de Saint-Ferréol (1693→1744), grand-oncle du conseiller, fut un éminent ecclésiastique, Vice-chancelier de l'Université d'Aix-en-Provence et Vicaire général du diocèse. Il émigre en 1721 au Québec et devient en 1726, Supérieur du Séminaire de Québec, Grand vicaire, puis curé de Québec en 1734. L'ancien village de Saint-Ferréol-les-Neiges est situé sur les terres de la Seigneurie de Beaupré appartenant à l'époque au Séminaire. Cette commune du Québec en tire son nom.